# Мясной мост
Мясной мост (нем. Fleischbrücke) — каменный арочный мост через реку Пегниц в Нюрнберге, Германия. Соединяет две исторические части города — Зебальд и Лоренц.
Первое письменное упоминание о мосте в самом узком месте Пегница в городской черте Нюрнберга, ведущем к мясному рынку, относится к 1335 году. Старый мост был деревянным с некоторыми каменными конструкциями, несколько раз страдал от пожаров и разрушался наводнениями.
Односводный арочный мост был построен в 1596—1598 годах из красного песчаника по проекту Вольфа Якоба Старшего вместо предыдущего моста. Новый Мясной мост был создан по образцу Риальто в Венеции. Ширина моста составила более 15 м при длине 27 м. Высота опор составляет 4,2 м. На момент открытия Мясной мост стал самым длинным одноарочным мостом в Германии.
Бомбардировки Нюрнберга в 1945 году разрушили мясной рынок и соседние здания, но мост практически не пострадал. Тем не менее имелись предложения снести его для расширения русла реки. Лишь в 1974 году он попал под охрану как исторический памятник. В 2004—2005 годах был проведён капитальный ремонт кладки из песчаника. В настоящее время мост считается одним из важных мостовых сооружений позднего Возрождения в Германии. В 2011 году сооружение признано одним из исторических памятников инженерно-архитектурного искусства Германии.

## Галерея

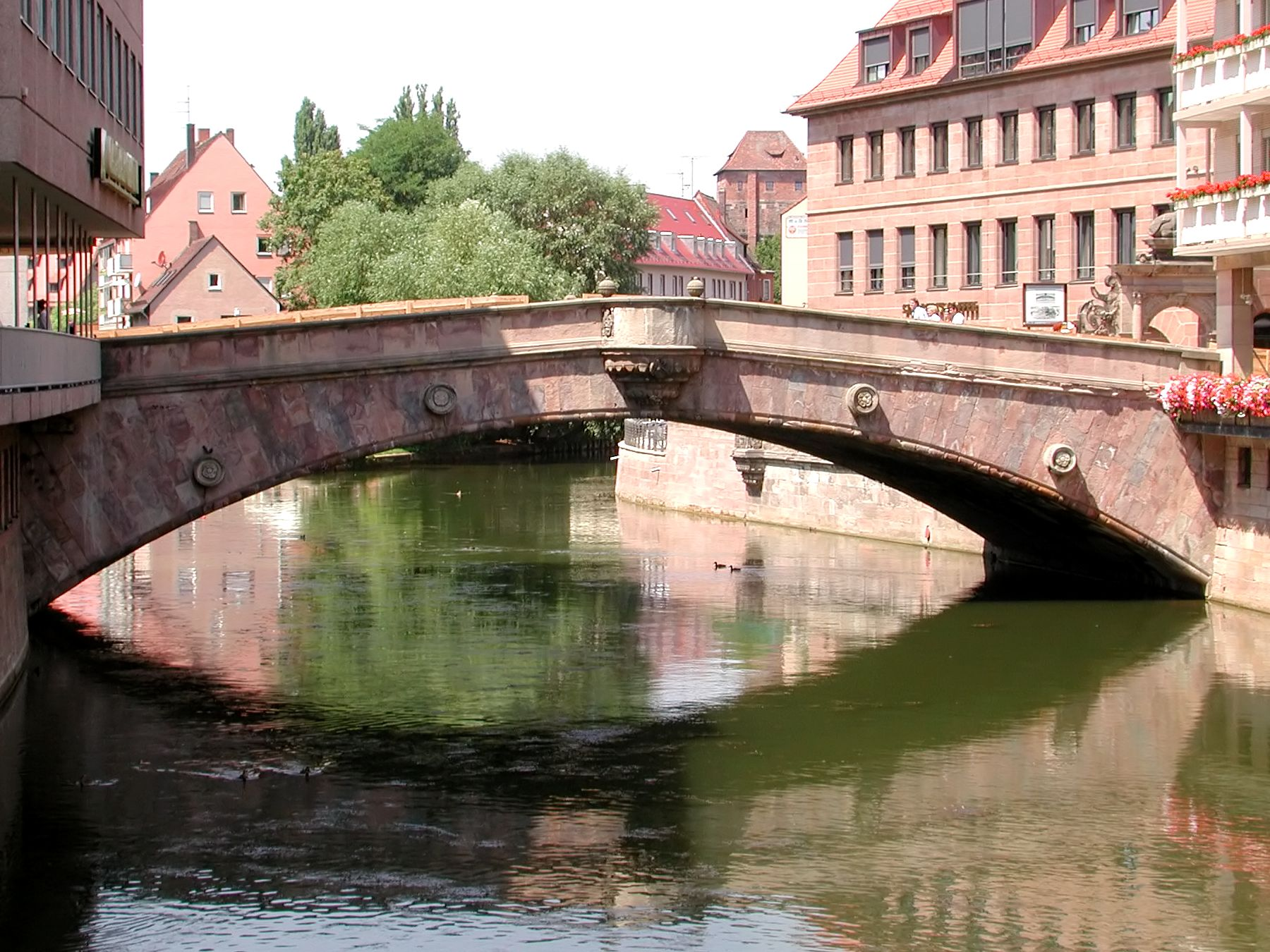
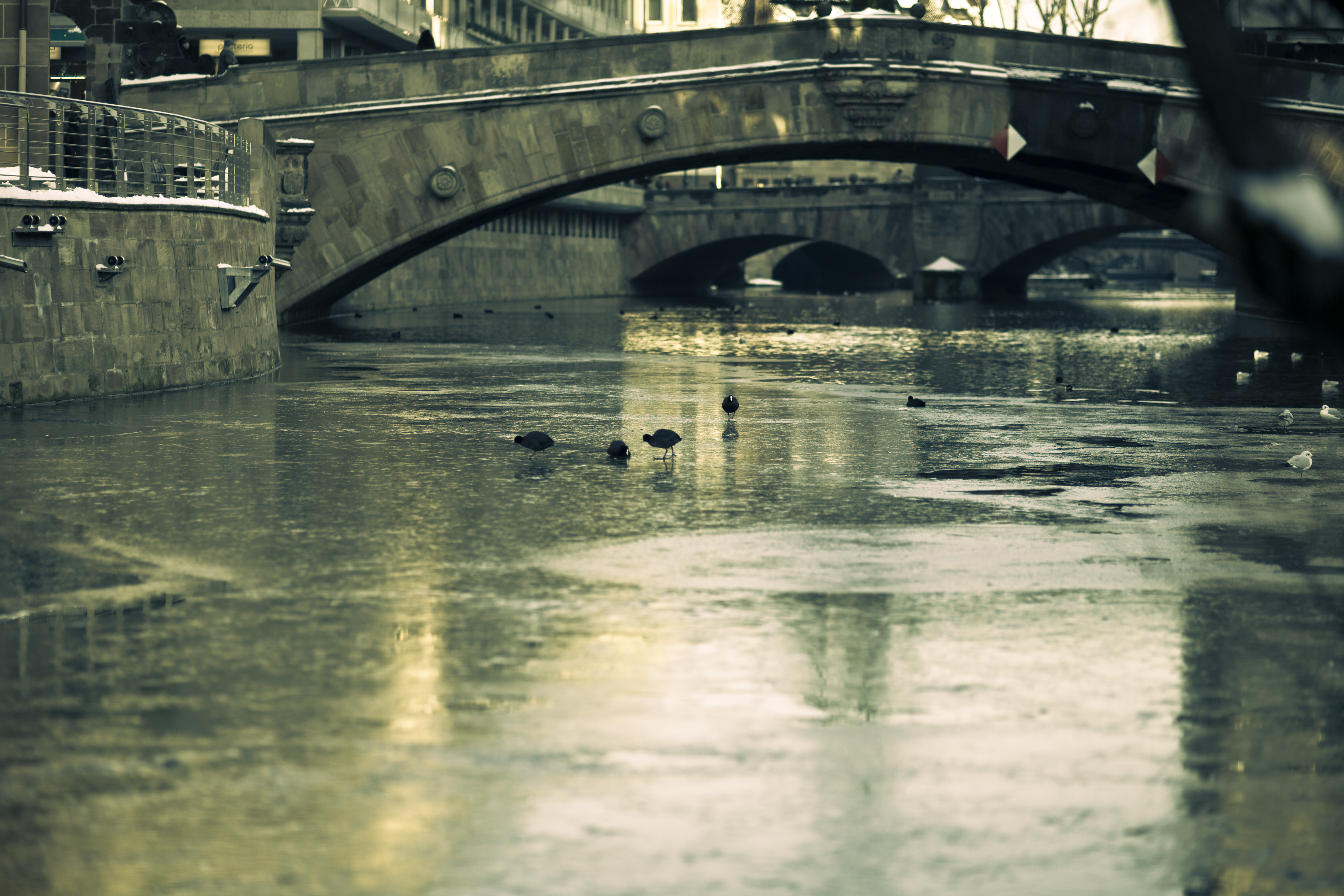
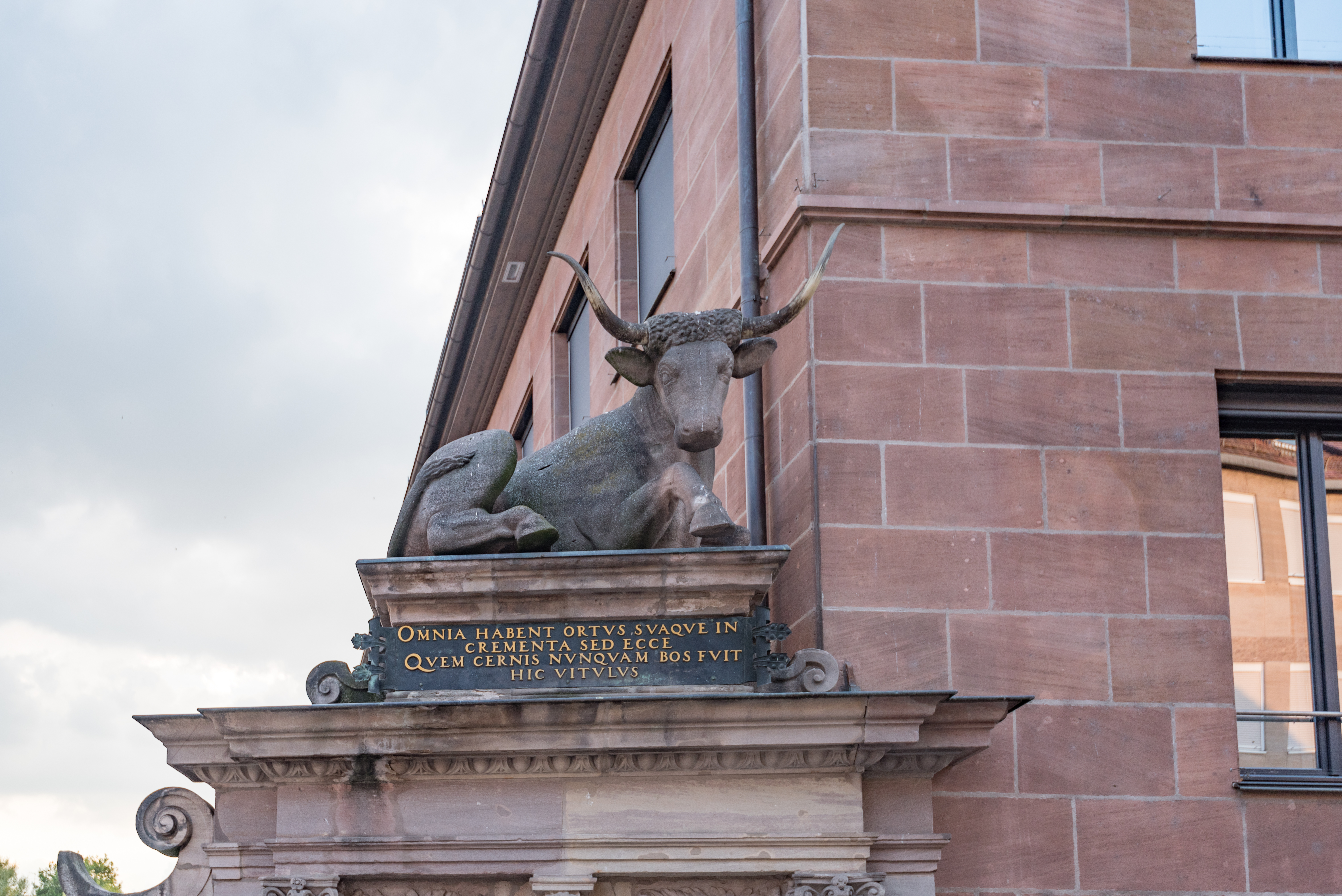
Статуя быка
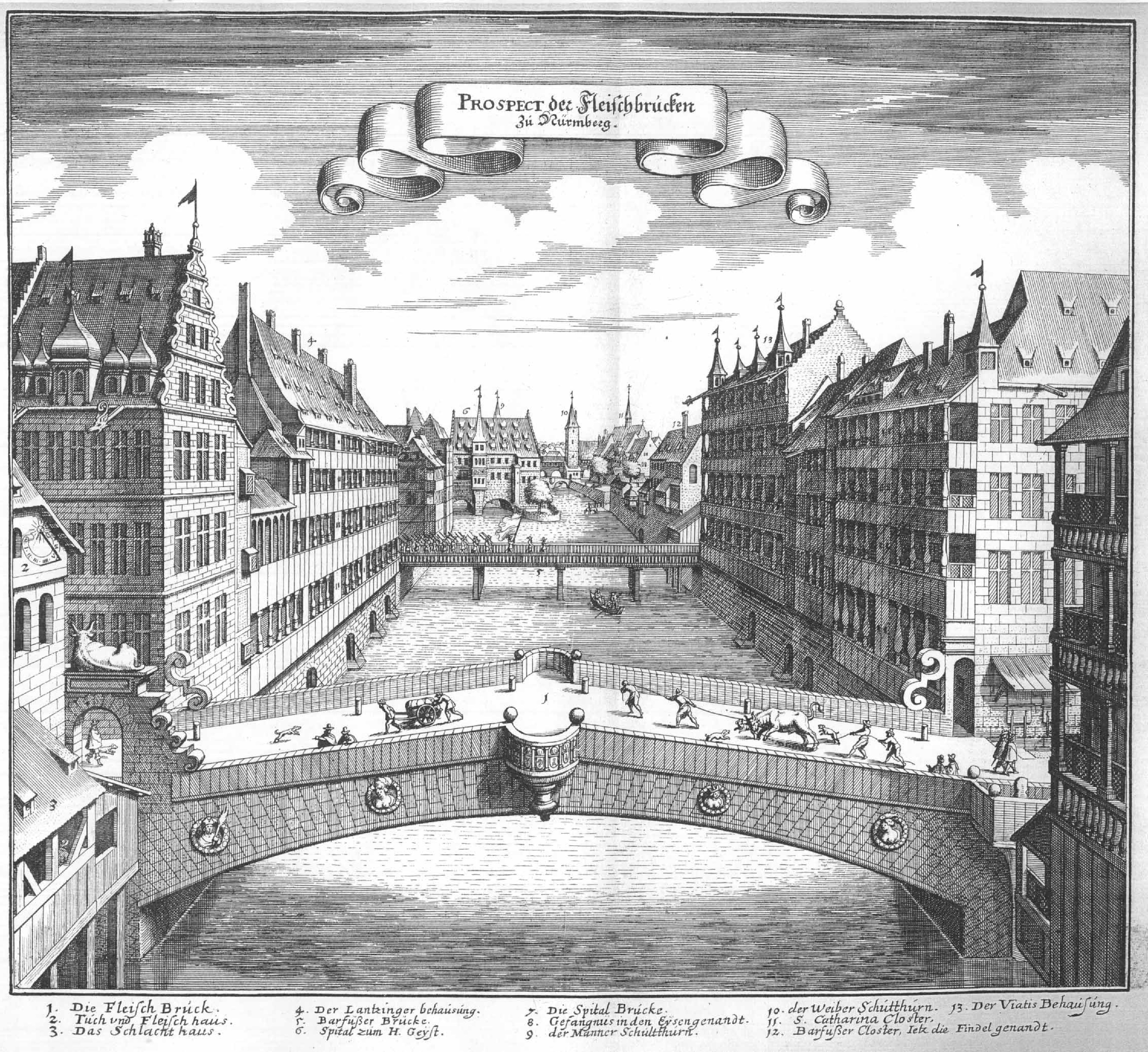
Гравюра Мериана Старшего